# 錢塘 (乾隆進士)
钱塘（1735年—1790年），字学渊，一字禹美，号溉亭，江苏嘉定县（治所在今上海市嘉定区）人。清代官员、学者。

## 生平
乾隆四十五年（1880年）庚子恩科二甲进士。請改教職，選江寧府儒學教授。钱塘曾與錢大昕共學，精于考据，尤其对声音文字、律呂推步造诣深厚。著作有《律呂古義》《泮宮雅樂釋律》《說文聲繫》《古文曰述古編》等。

## 外部連結
- 錢塘 （页面存档备份，存于） 中研院史語所